# Стужев, Виталий Львович
Виталий Львович Стужев (род. 21 января 1939) — советский и российский театральный актёр, народный артист Российской Федерации (2009).

## Биография
Родился 21 января 1939 года в актёрской семье.
Отец, Лев Ефимович Стужев (1903-1988), с 1951 года более 30 лет проработал в Пермском драматическом театре. 
После окончания школы некоторое время поработал в Рыбинском театре. В 1963 году играл в Лысьвенском театре.
После трёхлетней службы в армии работал в театре Северного флота (1960-е гг.), Брянском драматическом театре (1970), театрах Вологды, Липецка, Барнаула, Красноярска, Грозного. 
Окончил заочно актёрский и театроведческий факультеты ГИТИСа.
С 1980-1988 гг. – актёр Ярославского театра драмы им. Федора Волкова.
В течение пяти лет работал в Тольятти, в контрактном театре "Колесо", созданном Глебом Дроздовым.
Актёр Ярославского ТЮЗа и Московского государственного "Ведогонь-театра".
За долгую сценическую жизнь актёр сыграл более двухсот ролей.
Доцент кафедры актёрского мастерства Ярославского театрального института.
Жена - заслуженная артистка РСФСР Людмила Ивановна Брыткова (03.12.1945 - 12.08.2018).

## Награды
- Заслуженный артист РСФСР (4 марта 1991).
- Народный артист России (22 июня 2009).
- Специальная премия «Золотая маска» «За выдающийся вклад в развитие театрального искусства» (2020)[4].
- Лауреат Всероссийских и Международных фестивалей.
- Лауреат премии им. Ф.Г. Волкова.

## Работы в театре
Фридрих Шиллер - Коварство и любовь, Фердинанд;
Алехандро Касон - Третье слово, Пабло;
Максим Горький - На дне, Барон;
Элинор Портер - Поллианна, Джон Пендлетон;
моноспектакль "Жизнь флорентийского мастера Бенвенуто Челлини рассказаная им самим", Бенвенуто;
Иван Тургенев - Нахлебник, Кузовкин;
Пьер-Огюстен де Бомарше - Женитьба Фигаро, Дон Гусман Бридуазон, судья.

## Фильмография
- 2007 — Платина, эпизод;
- 2009 — Котовский (телесериал), Яков Соломонович, хозяин спиртзавода;
- 2009 — Одна семья (кинофильм), эпизод;
- 2014 — Кодекс чести-7, Геннадия Старцев (8-я серия);
- 2014 — Легавый-2, Матвеич, начальник охраны склада;
- 2014 — Метеорит (фильм), Нигматулин, учёный-биохимик;
- 2014 — Человек без прошлого (кинофильм), Чтепан Трофимович (нет в титрах);
- 2015 — Граница времени, Иоганн Роде;
- 2015 — Старики (фильм), Мультик;
- 2017 — Здравствуй, последний герой (короткометражный фильм), Александр Васильевич;
- 2017 — Линия огня (фильм), эпизод;
- 2019 — Ростов (телесериал), Лев Николаевич, директор школы;
- 2019 — Куба. Личное дело, Зиновий Никонович, юрист;